# مسابقات ورزش‌های آبی اروپا ۱۹۳۴
مسابقات ورزش‌های آبی اروپا ۱۹۳۴ از ۱۲ تا ۱۹ آگوست ۱۹۳۴ در شهر ماگدبورگ، آلمان برگزار شده است.

## جدول مدال‌ها
میزبان 
| رتبه  | کشور           | طلا | نقره | برنز | مجموع |
| ۱     | آلمان          | ۶   | ۹    | ۴    | ۱۹    |
| ۲     | هلند           | ۴   | ۲    | ۱    | ۷     |
| ۳     | مجارستان       | ۳   | ۰    | ۰    | ۳     |
| ۴     | فرانسه         | ۲   | ۰    | ۰    | ۲     |
| ۵     | بریتانیای کبیر | ۱   | ۱    | ۲    | ۴     |
| ۶     | ایتالیا        | ۰   | ۲    | ۲    | ۴     |
| ۷     | چکسلواکی       | ۰   | ۱    | ۱    | ۲     |
| ۸     | سوئد           | ۰   | ۱    | ۰    | ۱     |
| ۹     | دانمارک        | ۰   | ۰    | ۴    | ۴     |
| ۱۰    | سوئیس          | ۰   | ۰    | ۱    | ۱     |
| ۱۰    | بلژیک          | ۰   | ۰    | ۱    | ۱     |
| مجموع | مجموع          | ۱۶  | ۱۶   | ۱۶   | ۴۸    |